# リザ (キリスト教)

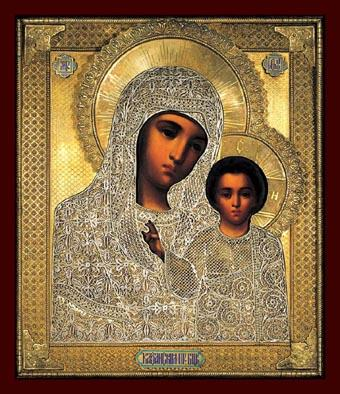
銀製のリザで飾られた『カザンの生神女』

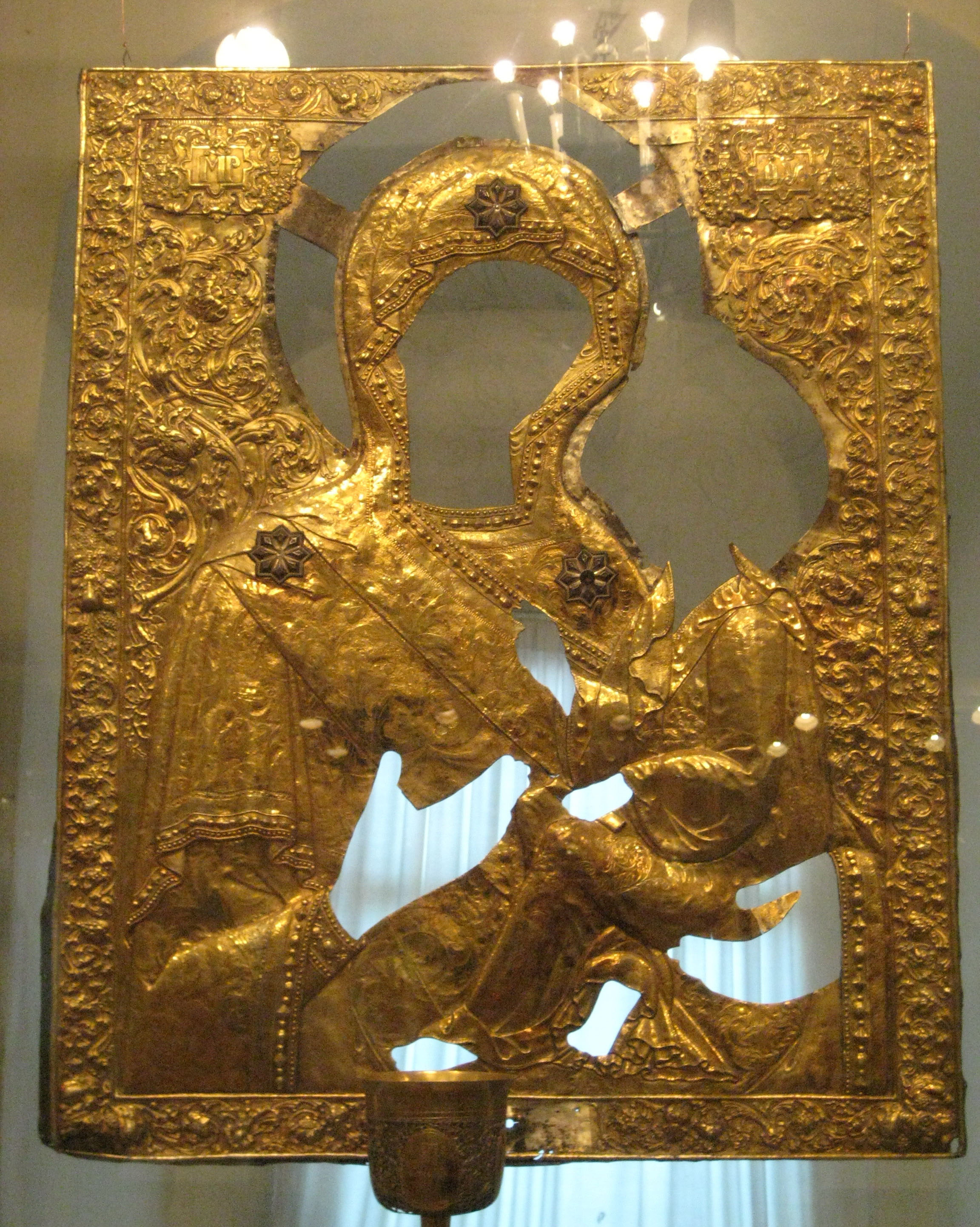
イコンから外されたリザ

リザ（ロシア語: риза, 「ローブ」の意）もしくはオクラド（ロシア語: оклад, 「覆われた」の意、ギリシア語: επένδυση）は、正教会において用いられる、イコンを保護する金属製の覆い。ふつう、メッキされるか銀製の金属でレリーフの技術を使った装飾と共に作成される。そこには貴重な宝石や真珠が用いられ、時にはエナメル加工、線条細工、手間のかかった模造品も使われる。
リザの使用はビザンティン美術に起源があるが、ロシア語の術語はしばしばギリシャイコンに適用させられている。ギリシャ語では"ギリシア語: επένδυση"（エペンディシ、覆い）との術語がある。
リザの目的はイコンへの崇敬にある。リザにはハリストス（キリスト）や聖人の像が彫り込まれる。蝋燭やオイル・ランプがイコンの前で燃えており、香炉が奉神礼の間に焚かれているため、イコンはいつも黒ずむ。リザはイコンを保護するのに役立つ。

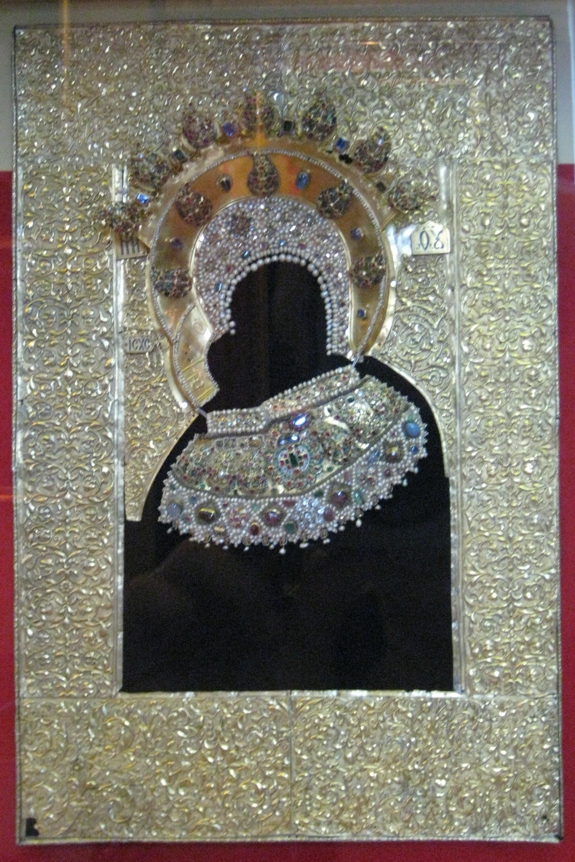
ウラジーミルの生神女のリザ
(17世紀)

リザはイコンを覆うことに特化してデザインされているが、イコン画の主題として描かれている人物の顔と手、足などはむきだしのままであり、直接みてとることができる。リザの光輪などはイコンそのものより精緻につくられていることもままあり、生神女のイコンにかけられるリザにはしばしば宝冠がつけられ、その衣服にはたいてい真珠や宝石などが飾りつけられている。ふつうリザは肖像の顔と手をのぞいてイコン画の全体を覆ってしまうものだが、特に古いものでは主題となっている人物の光輪だけを覆うものもみられ、そういうものは「ベニェツвенец」と呼ばれる。また時としてリザはロシア語では「ツァターЦата」と呼ばれるトルクやゴージットとして様式化されたものも含む。
後期ビザンツ帝国のものは特にそうなのだが、そもそもリザをつけることを前提として描かれるイコンもある。つまり、リザで覆われない部分は初めから描かれないのである。

## 語源

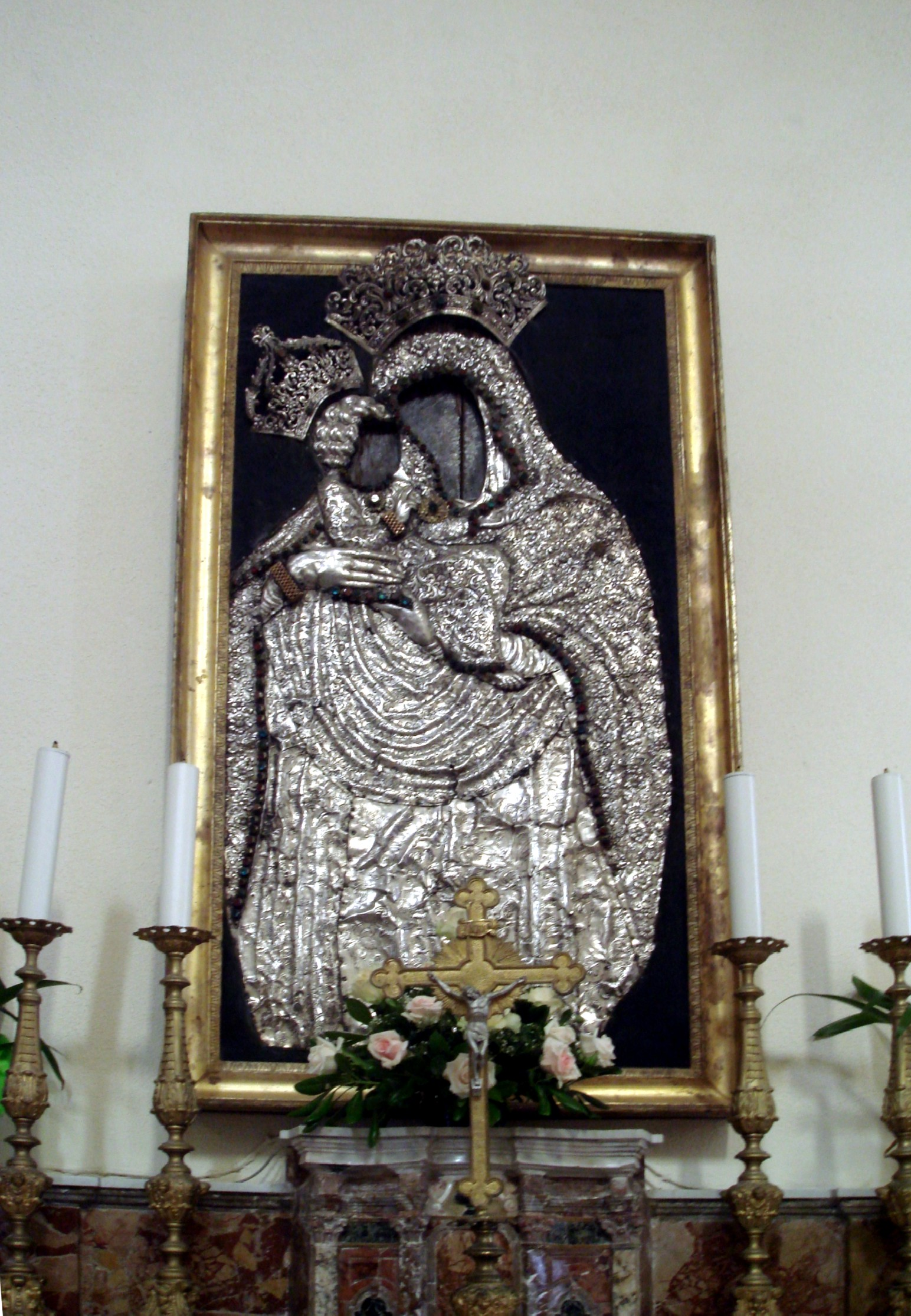
ビザンチンの生神女

ダーリの辞書によれば、Окладには次のような意味が紹介されている。イコンを覆う(包む)こと。銀やリザ(金襴)などのオクラトで装飾すること。オクラドのないイコン画は、はだかの(неокладный)聖画像である。
このイコンの装具は文献によっては「крут」や「кование」、「кузнь」といった名称も散見される。現在の「オクラド」という言葉の登場は、16世紀を待たねばならない。教会スラブ語である「リザ」もやはり同時代のものである。オクラドがイコンと切り離されてとらえられるということはありえない。イコン画は常に「覆われた聖画像」(окладный образ)なのである。もともとのオクラドが外され、別のイコンにかけられていたリザに取り替えられたなら、それは「選ばれしオクラド」(оклад в подборе)と呼ばれる.。
リザという言葉の語源に関しては、はじめのうちは単にオクラドの一部を表すものとして用いられていたのだが、後にオクラドそのものを指すものとして意味がひろがったといわれている。ファスメル(ダーリとおなじく高名な辞典編纂者)は、「ルバーハ、トリャプカ(どちらも衣服の一種)、リェーザチ(彫刻するの意)」との同族性があるとしている。

## 奉神礼における意味と意義
まばゆい輝きをもったイコンのリザは、この世のものならぬ、形而上学的なひかりのシンボルである。「ひかりを纏えよ、リザの如くに」というわけである。イコン崇敬を問題にした第2ニカイア公会議では契約の箱の材料(木材)とイコンの同一性に着目された「契約の箱は黄金で覆われていたのであり(「これに純金をかぶせる。それは、その内側と外側とにかぶせなければならない。その回りには金の飾り縁を作る」 『出エジプト記　25:11』))、それならばイコンも貴重なるオクラドで飾られるべきだということである。
たいていイコンには、オクラドの下に描かれたばかりであっても、入念に衣服や背景、銘が書き込まれる。それは、オクラドがないままであっても、美しい見栄えをたもつためであった。同じような念のいれようは、「イコンに描かれた聖者たちの装いにひとしいこれらのリザは、魂の救済というイメージを象徴的に開示するものであり、清廉(白銀)と神の恩恵(黄金)によって輝かしく飾りつけられたものと解することができる。宝石や真珠、まばゆい琺瑯などをオクラドにあしらうことは、いくつもの精神的恩寵によって彩られた魂の豊饒のシンボルなのである」という言葉にもみてとれる。オクラドの目的は、形而上のひかりの象徴をつくりあげることであり、そこには聖性がやどっている。永遠に繁茂する植物をモチーフにして装飾されたバスマー(浮彫りのされた金属板)は、その神的なひかりの生き生きとした力を表している。
この貴重なイコンの装具の起源は、古からの伝統である聖者の崇拝と関わっている。いわゆる異端のキリスト観に習ったものであるが、そこから偶像崇拝の要素をなくし、信仰のための言語を人格化する手段としたものであった。

### 寄進

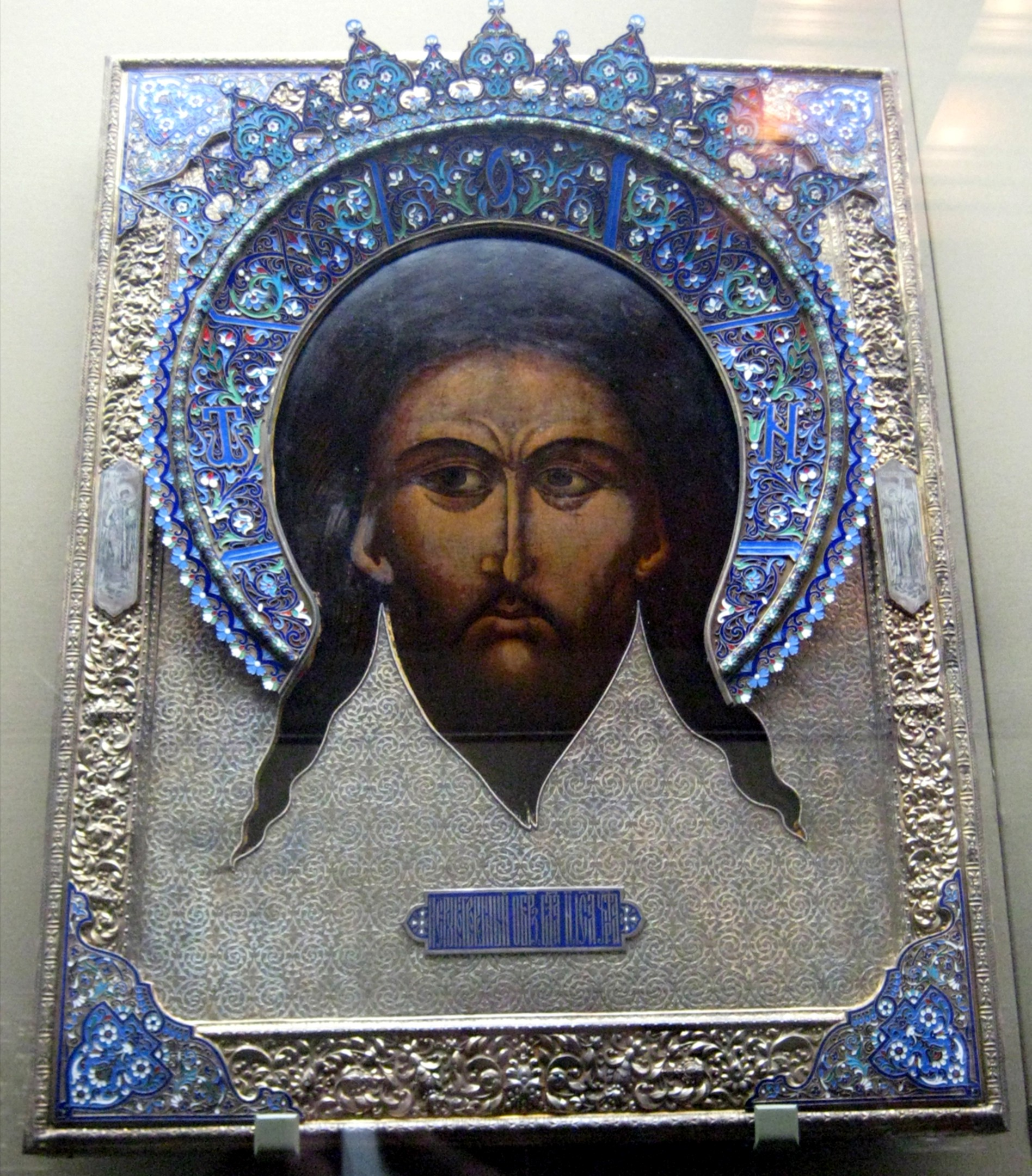
キリストの自印聖像
エナメルの施されたリザがつけられている

貴重なオクラドやリザをイコンに「着せる」ことは、なにかの首尾が上手くいったあとで神へ奉献をし、感謝する習慣にちなんでいる。いまではこの伝統は失われてしまった。聖堂のイコン画は長老に寄進するため幾枚もがリザで覆われた。また次第に一般の来訪者による進物でもそれがなされるようになった。
イコンが描かれたならすぐにきよめの儀式がおこなわれる。それをおさめた聖堂は、そのままリザの資金を捻出するために奔走する。それまで…イコンには顔と手があるだけである。そのままで不足しているものの価値は、白銀の質とそれを彫りあげる職人の腕前にかかっている。ロシアの聖堂という聖堂におかれた、夥しいほどのそれらの作品群は、異国の旅人にも衝撃的な印象を与えた。そのうちの一人はこう述べている:。
| 「 | 生神女や聖者たちの聖像画には、たいてい顔と手が描かれているだけだ。しかし、その装いたるや黄金のリザなのであり、イコンとともに崇められている。リザの一面に真珠や宝石がちりばめられ…トロツエの大修道院ひとつとっても、そこにある真珠は他のヨーロッパ全土からかき集めてもまかなえないだろう。 | 」 |

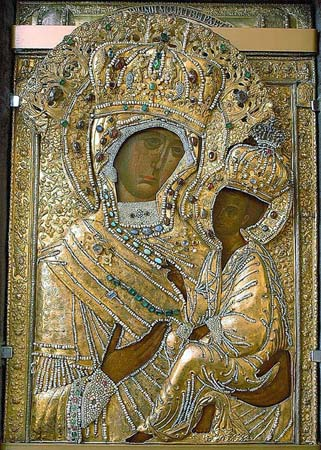
チフヴィンの生神女のイコン

生神女のイコンの装飾は、非常な人気を博した。ロシアで最も絢爛たる黄金のオクラドの一つは、ウラジーミルの生神女のためにアンドレイ・ボゴリュブスキー公が特注したものである(文献によれば彼女のために黄金だけで5キログラムが費やされた)。初期のオクラドは、あわせて1プード(およそ16キログラム)もの金が使われているが、これも上流社会の成功者のみが成せることであった。ドンの生神女のために17世紀につくられた(現存していない)オクラドについての記述は有名である。これは1680年に福音大聖堂が写本のわずかなページにまとめたものであった。
| 「 | …真珠飾りのついた冠は、エメラルド、サファイヤ、ガーネットがしつらわれている…大ぶりの宝石と真珠が黄金の星にはめこまれ、やはり黄金の肩口に重ねられている。イヤリングはサファイヤだ。主と生神女に感謝するための12の祭日?を表現するためにオクラドの地には金版がつかわれ、黒金で仕上げられており、大きな貴石がちりばめられている…聖像画には、2枚の真珠のウルブース(頭飾り)、2枚の黄金のツァーティ(後光を表す半円盤)がはめこまれた。銀箔のおされたすべやかな「板」は瑠璃とエメラルドで飾られ、枠にそって真珠があしらってある。生神女と幼子イエスの、ほかに類を見ないほど貴重なリザの胸元には、宝石と真珠のついた黄金の十字架が5つくくりつけてある。そのパナギアの一つは「聖十字架」であり、その他の十字架とパナギアも聖遺物である。 | 」 |

君主政治のもと、尊ばれるべきイコン画をオクラドで飾りつける伝統は、さらに時代が下っても保たれていた。1768年には女帝エカチェリーナ2世が、生神女福音大聖堂にあるカザンの生神女に自らの金冠でもってそのオクラドの一部としている。あるいは反対に、1722年1月にはピョートル1世が次のような命令をだしている。「今後、ロシアにおいて聖画像をかかげるあらゆる教会は、つまりは金貨、銀貨、銅貨、その他舶来品を掲げているものと思わねばならない。これを禁止する」。命令は長老や民衆の不興をかったが、にもかかわらずあわゆる奉献品がイコンから取り外されることとなった。

## 歴史

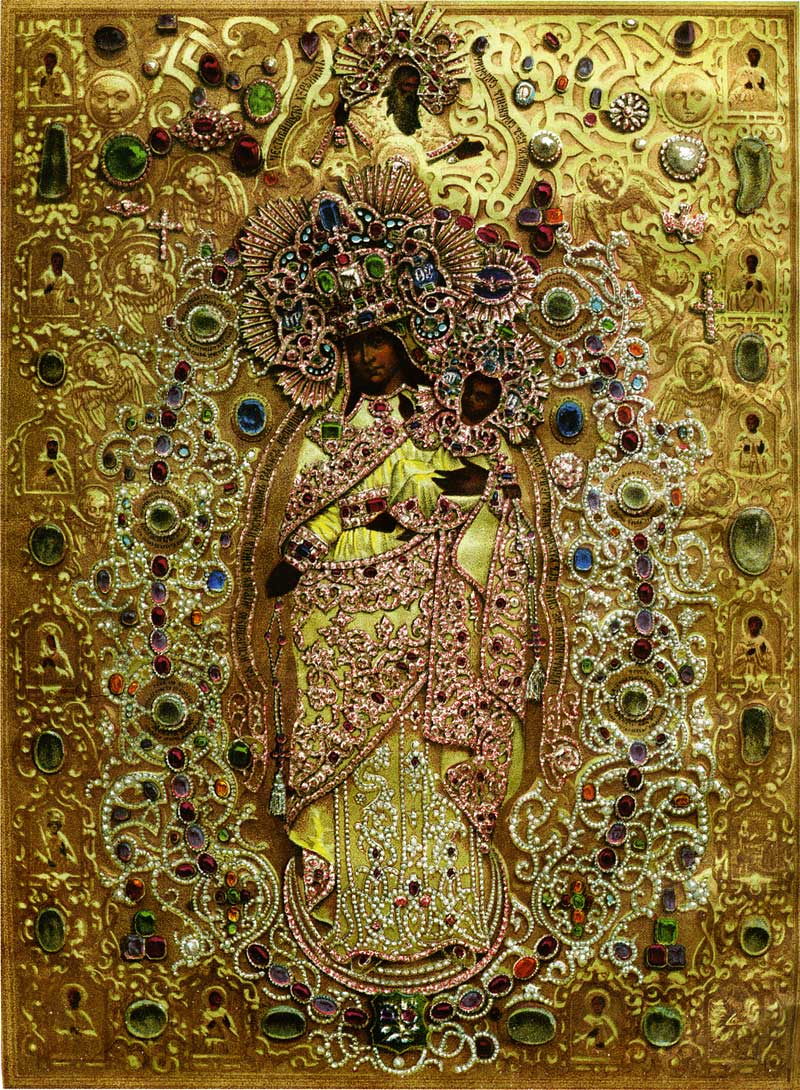
悲しむ人々は幸いである

肖像をのぞいたイコンの全面を覆うオクラドは、中世のレリーフ型のイコンに起源をもつ。これは全体が貴重な金属からできているものである。もともとオクラドは細かな彫刻に用いられていたものであり、現在のように聖堂におさめるような大型のイコンにも使われだすのはもっと後になってからのことである。ロシアで知られている最も古いの17世紀のものであり、聖人ペトロとパウロを描いたイコンにつけられていた銀製のオクラドものである。同じものはノヴゴロドの聖ソフィア大聖堂で保管されているオディギトリアの生神女のイコンにもある。
初期のオクラドはイコンの背景の一部を覆うものでしかなかった。16世紀にはいって、バスマーと呼ばれる最もシンプルなオクラドが使われるようになったことが分かっている。バスマーとは、薄い金属の板のことであり、模様を型にとって打ち出されたものである。このようなタイプのオクラドはより造りやすく、17世紀の前半にはイコンの製作技術の向上とあいまって一気に普及するようになる。
17世紀の終わりまでにイコンのオクラドは美術工芸品の一種としての独立した価値や、また構造、意匠の特異性が認められるようになったと現在では考えられている。

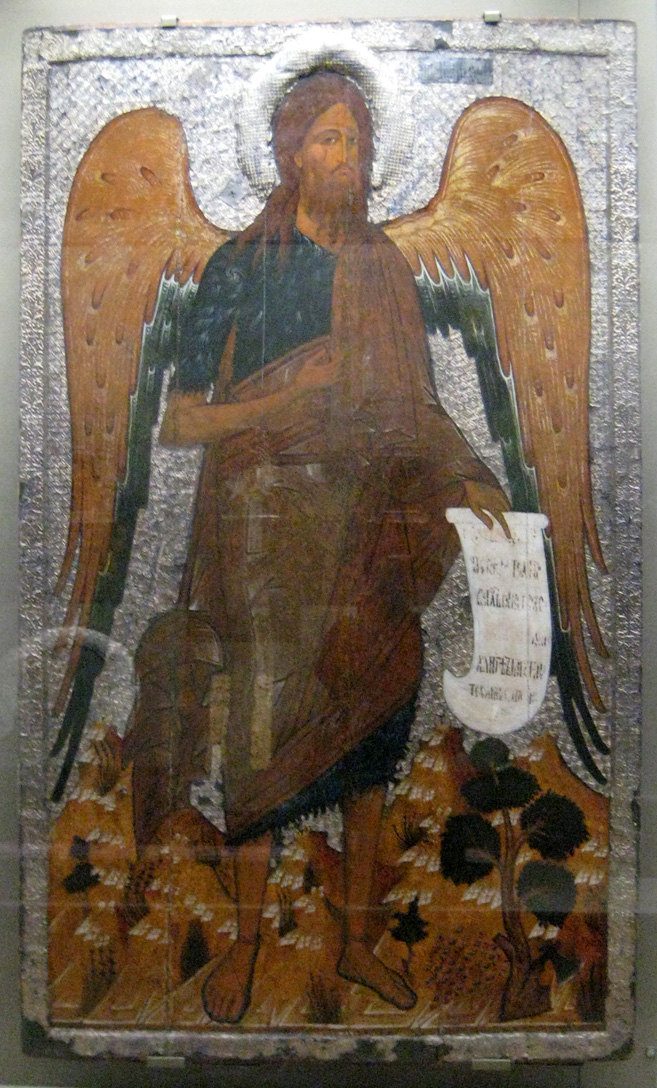
砂漠の天使、聖イオアン
(バスマー型のオクラド)

17世紀ごろまでには、絵画空間全体を覆うタイプのオクラドを目にすることがさらに多くなる。つまり、オクラドの制約を受けないのは顔だけである。そしてこれ以降は、この全面的なオクラドが圧倒的に増えていくのである。中世のルーシ人たちによる端正なバスマー作品にかわって、バロック風の凝ったオクラドが登場しはじめる。そのようなオクラドは次のような手法でつくられている。銀の平板を職人がまず飾り枠にし、その内側で同じようにして聖者の肖像や衣服の細部を整えていく。それを繰り返して、いっそう複雑な構成に近づけていく。また署名はバロック風の一風変わった飾り文字で書かれる傾向が強かった。研究者たちによれば、「そのようなオクラドは、こと表現力において、当時の彫刻作品にひけをとらない」。バロック的な要素はしばらく続き、19世紀にまで及んだ。その凝りに凝られた細部が、ある意味で豊饒さのシンボルとなっていたのである。

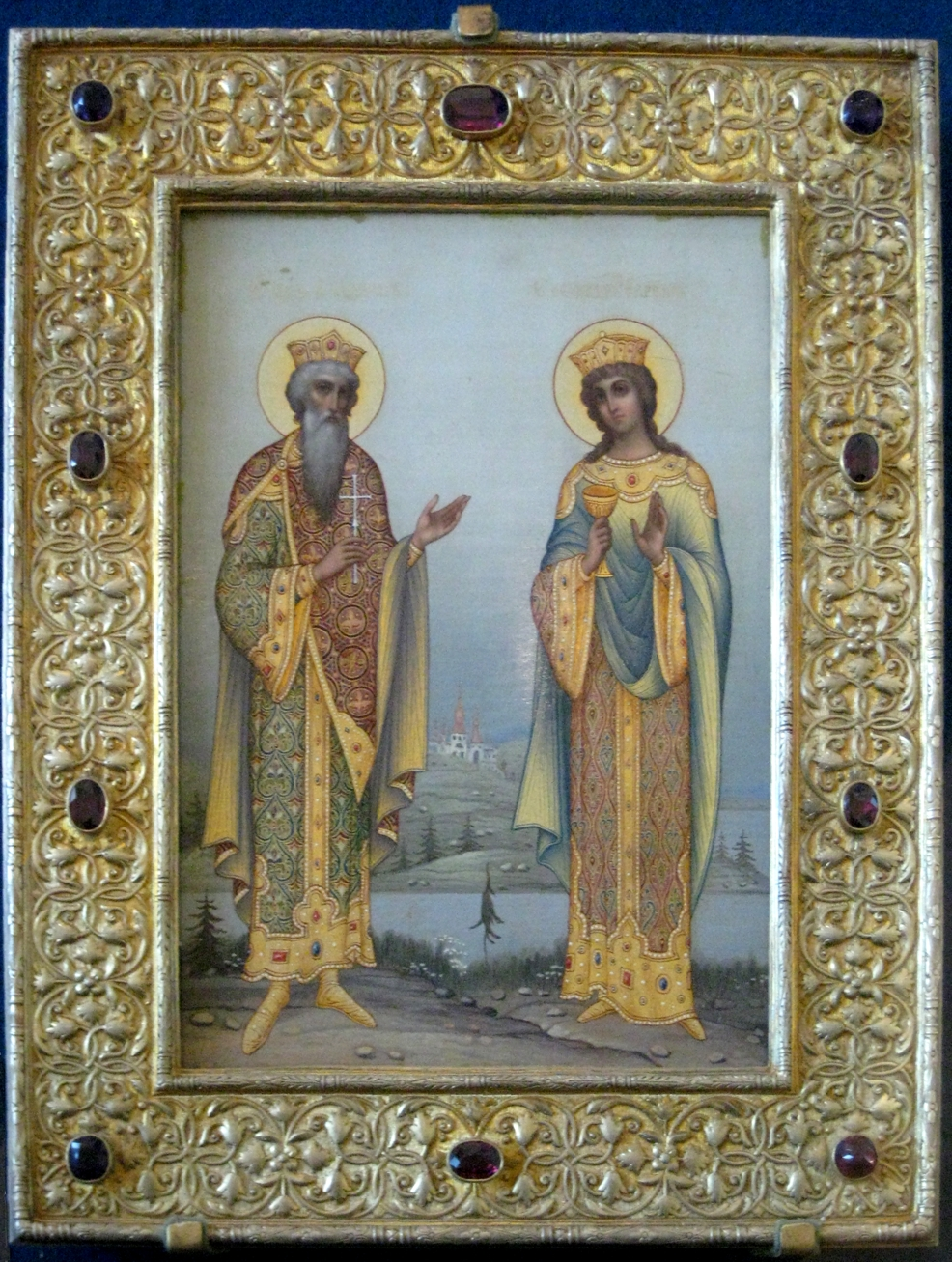
ウラジーミルとワルワーラ(20世紀初め) 枠型だけのシンプルで古典的なオクラド

それにもかかわらず、しばらくするとよりシンプルで、より簡素なものが増えてくる。1730年代にロシア領内でいくつもの銀山が発見されてからも、そういったオクラドは型にはまったようなもののままだった。宝石細工に機械が導入されるようになり、オクラドからは方向性とでもいうべきものがなくなってしまう。圧延や型抜きはオクラドに無個性化をもたらした。19世紀には、オクラドの大半が薄い銀板からつくられるようになる。そこから専門用語で「ホイル」と呼ばれるようになった。薄い金属板をもとにデザインしたものを型抜きするのである(!模様つきの枠や装飾された背景!)。衣服や冠は手で彫られてもいたのだが、実際にはそれ以上にめっきや半田付けが主流になった。時には銀製のオクラドが金でめっきされることもあった。そのような「ホイル」されたオクラドは骨董市などでは最も高値がつけられる。より価値があるものは、より入念に細部が鋳造されたものである。同時にまた19世紀には、オクラドに古典主義的な様式が現れるようになる。模様に規則性がとりいれられたり、枠や地、光背などが秩序立てられて配された。時代が下るにつれてオクラドはさらに地味なものになっていく。しかし、19世紀末の30年間は回帰的な傾向が認められ、かつての中世ロシア的な様式をみせている。
新技術によりイコン画そのものの価格も下がった。19世紀から20世紀のはじめにかけて大量生産された家庭用イコンは、すでに「手抜き」がなされていた。その上のオクラドは単に顔や手の一部をそれらしく覆っているだけで、背景や装いなどが細密に仕上げられることはなくなっていた。
興味深い事実として、不可解かつ冒涜的な表現のなされたいわゆる「地獄のイコン」の存在が挙げられる。これはオクラドや装飾的な覆いの下に、悪魔や、つのによりかかる聖人の顔などを描いたものである。同じようなイコン画は「福ヴァシーリー」として伝わるものにもみられるが、19世紀の農奴たちのあいだではより一般的なものであり、好まれていた。
ロシアのリザの大部分は、それがあまりに高価な素材を用いているという理由から持ち出しが禁止された。1921年の政令は、ロシアにある修道院の所蔵品をすべて廃棄するように指示している。主要なリザは教会資産没収委員会によって徴発されてしまった。

## 構成

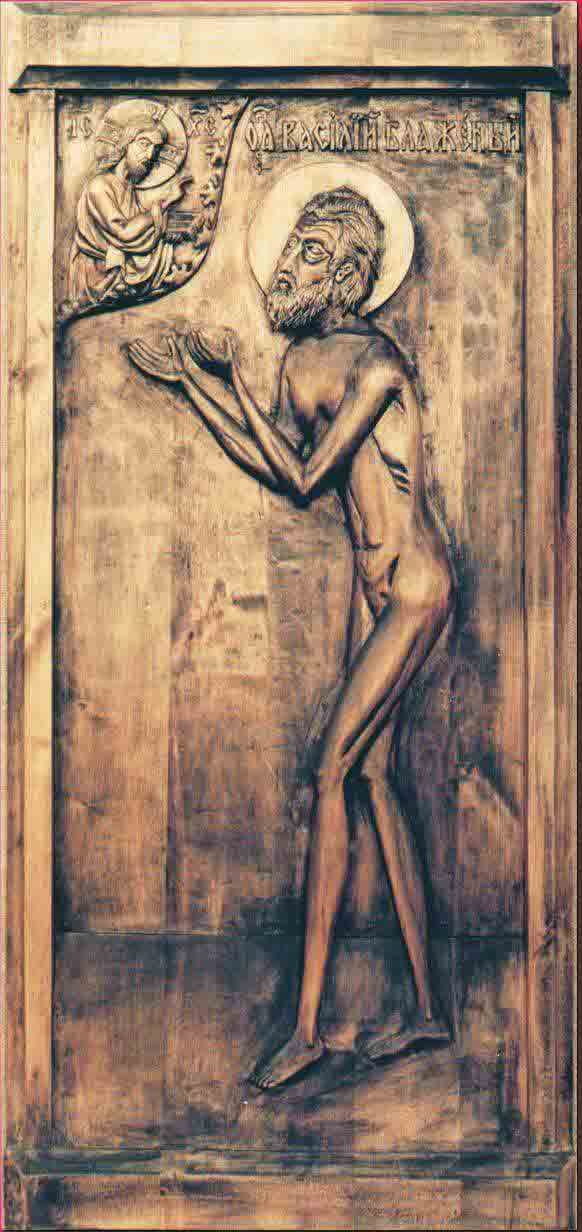
福ヴァシーリー

オクラドは一枚型のものもあれば、複数の部分があわさっているものもある。後者を「継ぎ物」と呼ぶ。イコンは必ずしも一度に全体がオクラドで覆われるわけではなく、少しずつ重ねられていくこともままある。個々の部分が後からつくられ、すでにイコンに留められているオクラドに重ねたり、古いものと取り替える。たとえば奉献などのような重要な行事が行われた際にはいくつもの細部が見直され、補われる。17世紀の末ごろから、金属板でつくられ、そこに宝冠のとめられた一枚型のオクラドが継いだものに代わって主流になった。

初期には、どこに重ねられるオクラドであっても板の上に釘で留められ、釘のうえにまた絵や塗料などが重ねられた。この手法は中世のイコンに見られるものである。一枚の金属版から打ち出されたオクラドには、特殊な留め具がつかわれた。それを用いることで、イコンの側面にオクラドをかけ、そこを留めることもできるようになった。釘自体も、銅と銀の合金による高価なものが用いられた。19世紀には安価なオクラドは鉄の釘で留められるようになり、ときには修理中の古いオクラドにも鉄釘はつかわれた。また、顔のまわりの宝冠などにふくらみを持たせるために、板と金属のあいだに蜜蝋を流し込むという手法も特徴的である。

## 文化史のなかのオクラド

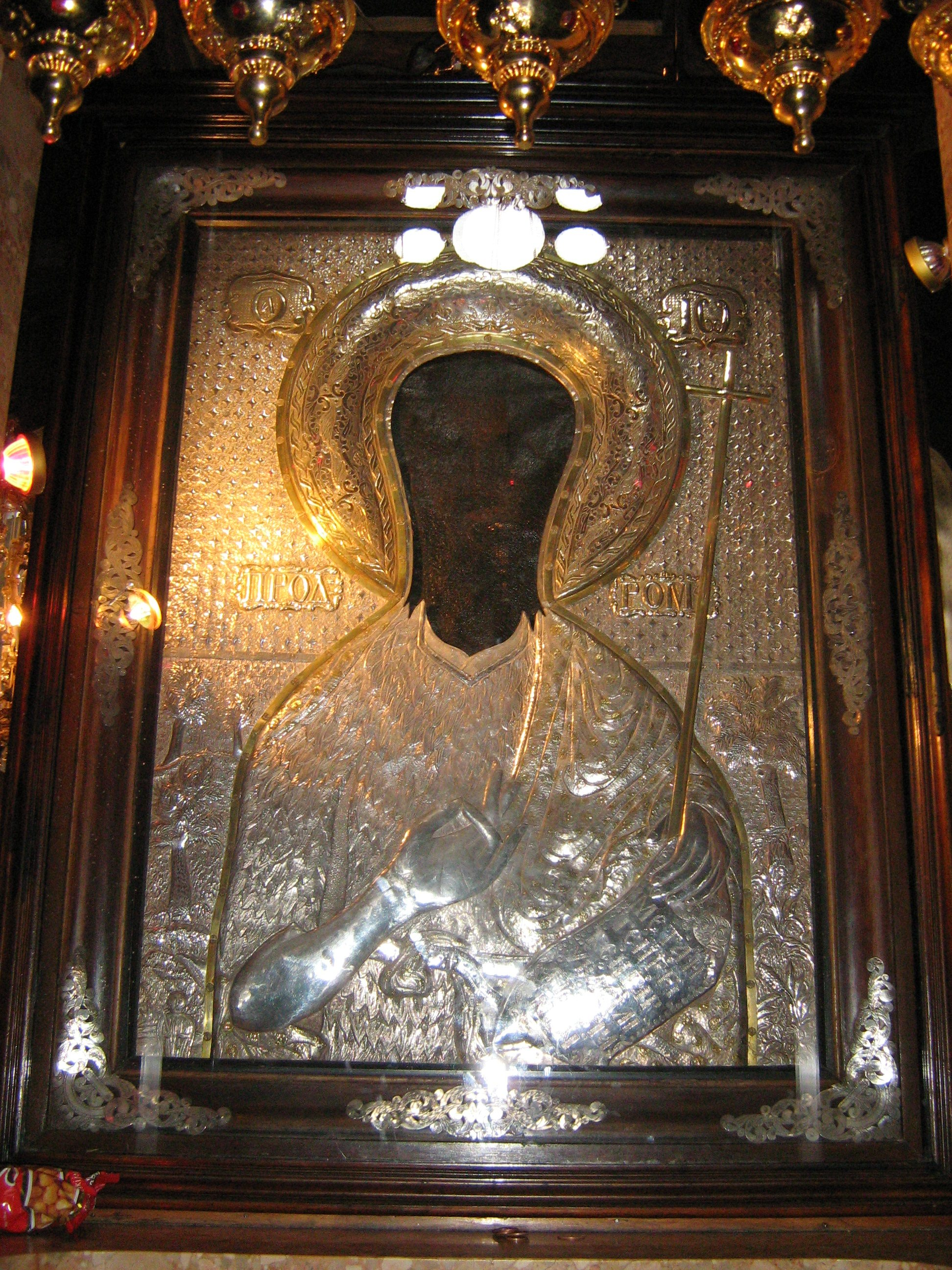
聖イオアン (セルビア)
黒ずんだイコン画がほぼ完全にリザに覆われている。このリザは一枚の金属板から打ち出されたもの

興味深い事実として、18世紀から19世紀にかけてのロシア社会を文化的な側面から眺めると、イコンは必ずしも重要な造形芸術だとは捉えられていなかったことが挙げられる。いまのように礼拝の対象として法外なまでの扱いをうけていたわけではなかった。20世紀のはじめになってやっとボイル油で黒ずんでいたイコンの汚れを落とす作業が始まったことが、状況を変えるきっかけとなった。人々はそれらの作品のもつ美しさに衝撃をうけた。イコン画が文化史に占める意義、そしてそれが現存しているということの意味を知ったのである。
たいていのイコンの美しさは蔽われていた。肖像が黒ずんでいるというだけでなく、イコンをオクラドで飾るという伝統そのものにも理由がある。重要かつ年代の古いイコンであるほど、その美しさを見てとることは困難になる。であればこそ20世紀のはじめごろには、オクラドに明るい人々はそれが何か間違ったものではないかと考えるようになった。

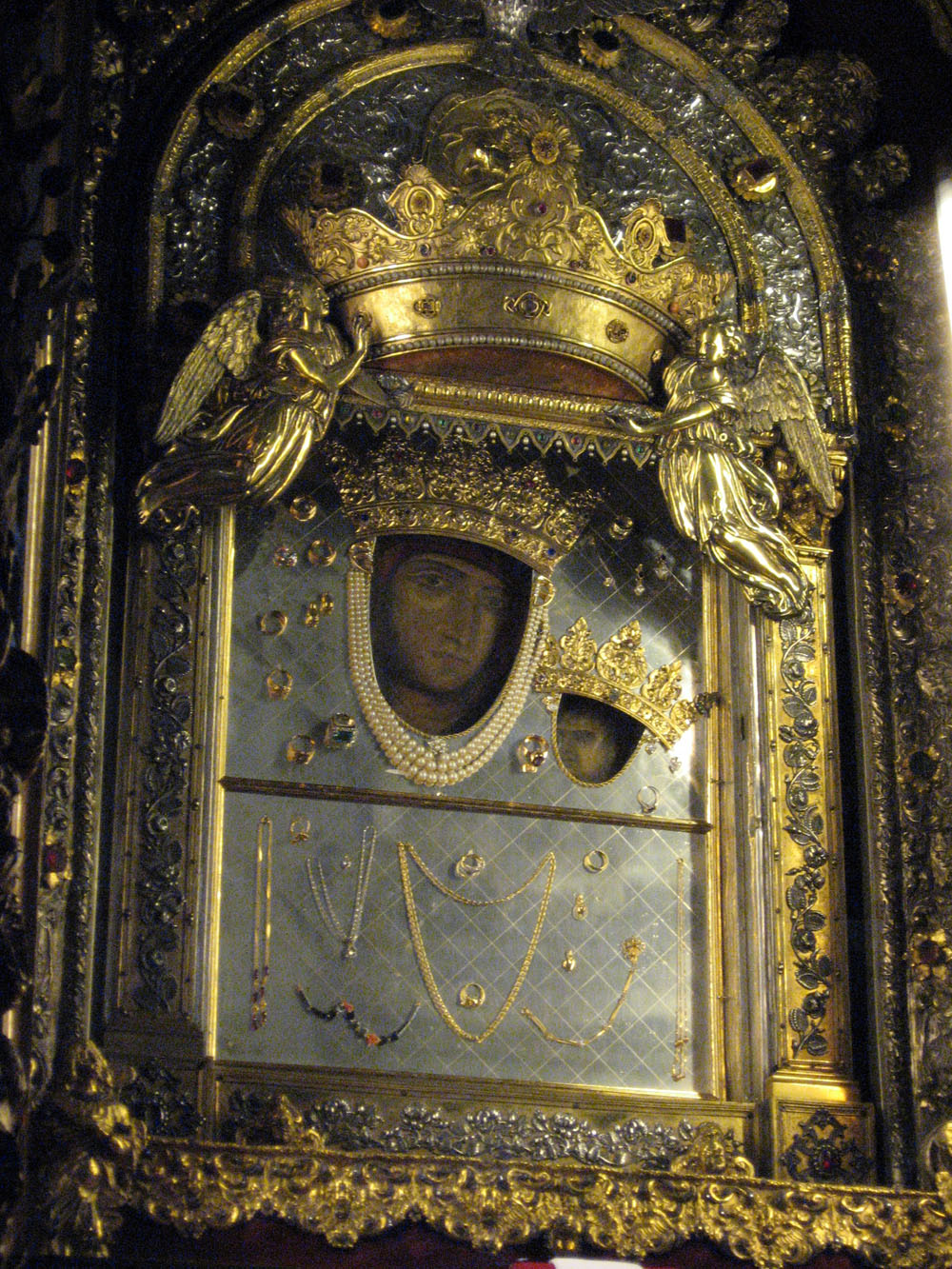
マドンナ・ディ・サン・ルカ
(ボローニャ)

これは、1916年にエヴゲーニー・トゥルベツコイがこういった考えについて述べた文章である。
| 「 | 我々の目の前で、イコンは何をつまびらかにしているのだろうか。現代ロシアの文化史において最も重大であり、かつまた最もパラドキシカルな出来事のひとつがそこでは起っている イコンのそばを通る我々は、しかしそれを見てはいない。イコンは豪華な金のオクラドに包まれた黒ずんだ染みとしてそこにある。だが、我々はそういうものとしてしかイコンを認識することができないのだ。そして突然、我々の価値観が一変していることに気づく。イコンを覆う金銀のリザは、16世紀の終わりに発明されたものである。そして何よりイコンの宗教的意味も芸術的意味も損なう、敬虔なる低俗さを証明している作品だ。本質的には、イコンの前にある我々は、無意識のうちにイコノクラスムを行っているようなものなのだ。あるいは、リザにイコンを嵌め込むことで、その画像に眺めいったり、そこにある文字や彩りを見つめることにあるはずの、審美的な行いと特に宗教的な態度との違いをなくしてしまうといってもいい。そしてオクラドが豪華に、贅沢なものになるほど、それが底のみえぬほど世俗的な無理解を曝け出しているだけだということが明らかになる。オクラドは我々とイコンを隔てる不透明な、黄金の障壁であることがわかるだろう。 いま述べたような、つまり黄金や輝くばかりの宝石で覆われたボッティチェルリやラファエロの聖母を想像できるだろうか!? ところが中世ロシアのイコン画という偉大な作品のうえで重ねられた罪はそんなものでは済まないのである。いずれ我々はそれをすっかり悟ることだろう。 いまや我々の眼には、イコンがこれまでどのように捉えられていたのかがすっかり明らかになった。黒い染みが落とされているのである。絶望的なまでにわが国に教養が欠けていようとも、黄金のよろいのどこかには風穴が開いたのである。 | 」 |